# Ochthoeca cinnamomeiventris
Falso-chasco-de-dorso-cinzento ou pitajo-das-torrentes (Ochthoeca cinnamomeiventris) é uma espécie de ave da família Tyrannidae.
Pode ser encontrada nos seguintes países: Bolívia, Colômbia, Equador, Peru e Venezuela.
Os seus habitats naturais são regiões subtropicais ou tropicais húmidas de alta altitude e florestas secundárias altamente degradadas.